# Charlie Spivak

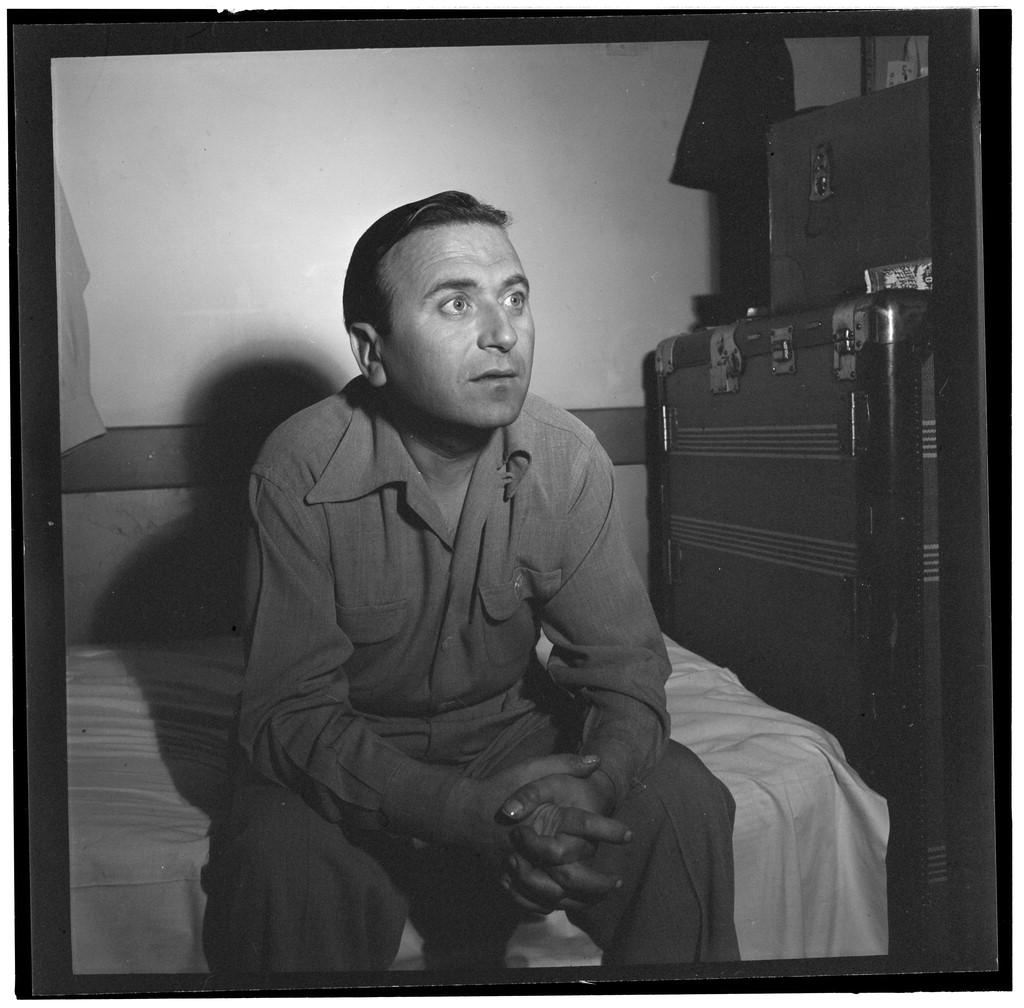
Charlie Spivak in den 1940er Jahren.
Fotografie von William P. Gottlieb.

Charlie Spivak (* 17. Februar 1907 Kiew, Ukraine; † 1. März 1982  in Greenville, South Carolina) war ein US-amerikanischer Bigband-Leader und Trompeter  des Swing und daran orientierter Tanzmusik.

## Leben und Wirken
Spivak wurde in der Ukraine geboren, kam aber schon als Kind mit seinen Eltern in die USA und wuchs in New Haven in Connecticut auf. Mit 10 Jahren begann er Trompete zu lernen und spielte in seiner Jugend in lokalen Bands und in der Band von Don Cavallaro. 1924 bis 1930 spielte er in der Bigband von Paul Specht und danach bis 1934 in der von Ben Pollack, 1934/1935 bei den Dorsey Brüdern und bei Ray Noble bis 1936. Bis zum folgenden Jahr arbeitete er als Studiomusiker zum Beispiel mit Glenn Miller, war 1938 bei Bob Crosby, 1938/1939 bei Tommy Dorsey und 1939 bei Jack Teagarden. Mit der Unterstützung von Glenn Miller machte er Ende 1939 seinen ersten Versuch, eine eigene Bigband in Washington, D.C. zu gründen, was aber erst glückte, nachdem er die Band eines anderen (Bill Downer) übernahm.

Charlie Spivak & Orchestra – Original von Mona Lisa aus dem Jahr 1950

Spivaks Band hatte ihr erstes großes Engagement im Glen Island Casion (dabei spielte kurz Sid Caesar in Spivaks Band). Sie war in den 1940er Jahren eine der populärsten Tanzbands: Sie trat auch im Hollywood Palladium und dem New Yorker Pennsylvania Hotel auf und bestand bis 1959. In ihr spielten unter anderem Les Elgart, Urbie Green, Peanuts Hucko, Willie Smith, Dave Tough, Rolf Ericson, Harry DiVito und der Posaunist Nelson Riddle, der auch für die Band arrangierte. Spivak nahm auch eine Reihe von Schallplatten für Okeh, Victor, London und Columbia auf. In den Kriegsjahren trat sie regelmäßig in der Kate Smith Show und in der von Coca-Cola gesponserten Radiosendung Parade of Spotlight Bands auf und hatte Auftritte in einigen Hollywood-Streifen wie Pin Up Girl oder Follow the Girls.
Spivak selbst, der auch als Studiomusiker bewandert war, war Feather und Gitler zufolge weniger ein Jazzmusiker, sondern spielte dem Publikumsgeschmack entgegenkommend. In den 1950er Jahren lebte er in Florida, Las Vegas und South Carolina, wobei er noch gelegentlich bis in die 1960er Jahre Bands leitete, mit denen er u. a. in Las Vegas auftrat. Anfang der 1970er Jahre spielte er noch regelmäßig mit einer fünfköpfigen Band im Ye Olde Fireplace, einem Club seines Wohnortes Greenville in South Carolina.
Er war mit der Sängerin Irene Daye (1918–1971) verheiratet, die zunächst bei Gene Krupa sang und später auch in den Bands von Spivak.